# حريق جباليا 2022
في 17 نوفمبر 2022، تسبب حريق في مبنى سكني في مخيم جباليا في قطاع غزة بمقتل 21 شخصًا على الأقل، وكان معظم الضحايا من عائلة أبو ريا التي كانت تحتفل بعودة أحد أفراد الأسرة الذي عاد من الخارج. ذكرت وسائل الإعلام الإسرائيلية أن سبعة أطفال قد لقوا حتفهم، بينما ذكرت بي بي سي أن العدد هو عشرة.

## السبب
يُعتقد أن الحريق نتج عن كميات كبيرة من البنزين كان شخص ما قد خزنها داخل المبنى لاستخدام مولد كهربائي. يبدو أن الشموع أشعلت البنزين، مما أشعل النيران.

## ردود الأفعال

### المحلية
- فلسطين: الرئيس الفلسطيني محمود عباس أعلن يوم حداد وطني، الأمين العام لمنظمة التحرير الفلسطينية حسين الشيخ، طلب من إسرائيل لفتح حاجز بيت حانون من أجل السماح للفلسطينيين المصابين تلقي العلاج (الحاجز مغلق عادة لأن إسرائيل في حرب مع حركة حماس التي تسيطر على قطاع غزة).
- حركة حماس: نعى رئيس المكتب السياسي لحركة حماس إسماعيل هنية ضحايا الحريق، مؤكدا في بيانه «وقوف حركة حماس إلى جانب المكلومين في هذه الفاجعة الإنسانية».[4]
- إسرائيل: وزير الدفاع الإسرائيلي بيني غانتس أكد أن وحدة تنسيق أعمال الحكومة في المناطق كان يتطلع إلى تقديم المساعدة الإنسانية لضحايا الحريق.[1]

### الدولية
- مصر: أعربت مصر في بيان صادر عن وزارة الخارجية عن «صادق مواساتها لدولة  فلسطين الشقيقة»، «متمنيةً سرعة الشفاء للمصابين، ومؤكدةً على وقوفها إلى جوارهم خلال هذا الظرف الأليم».[5]
- الأردن: أعربت وزارة الخارجية وشؤون المغتربين عن «أحر التعازي وصادق المواساة لحكومة وشعب دولة فلسطين»، وأكدت الوزارة «تضامن الأردن مع الفلسطينيين، معربة عن أصدق تعازيها لأسر الضحايا، والتمنيات بالشفاء العاجل للمصابين».[6]
- تركيا: قالت وزارة الخارجية التركية إنها «تلقت ببالغ الحزن والأسى نبأ مصرع 21 فلسطينياً»، «وترحمت على أرواح الضحايا وتمنت الشفاء العاجل للمصابين».[7]